# Tro Bro Leon 2022
La Tro Bro Leon 2022 fou la 38a edició de la Tro Bro Leon. La cursa es disputà el 15 de maig de 2022 amb un recorregut de 207,8 km. La cursa formava part de l'UCI ProSeries 2022, en la categoria 1.Pro. La cursa també formava part de la Copa de França de ciclisme. El vencedor final fou Hugo Hofstetter (Arkéa-Samsic), que s'imposà a l'esprint a Luca Mozzato (B&B Hotels-KTM). Connor Swift (Arkéa-Samsic) completà el podi.

## Equips
L'organització convidà a 22 equips a prendre part en aquesta cursa.
| WorldTeams (6)- AG2R Citroën Team - Cofidis - Groupama-FDJ - Intermarché-Wanty-Gobert Matériaux - Lotto-Soudal - UAE Team Emirates ProTeams (10)- Arkéa-Samsic - B&B Hotels-KTM - Bingoal Pauwels Sauces WB - Burgos-BH - Caja Rural-Seguros RGA - Equipo Kern Pharma - Euskaltel-Euskadi - Human Powered Health - TotalEnergies - Uno-X Pro Cycling Team Equips continentals (6)- Go Sport-Roubaix Lille Métropole - Nice Métropole Côte d'Azur - Saint Michel-Auber 93 - UC Nantes Atlantique - Bike Aid - Premier Tech U23 Cycling Project |
| |

## Classificació final
| \| Classificació general \| Classificació general \| Classificació general \| Classificació general \| Classificació general \| \| Corredor \| Corredor \| Equip \| Temps \| \| \| --------------------- \| --------------------- \| --------------------- \| --------------------- \| --------------------- \| \| 1r \| Hugo Hofstetter \| Arkéa-Samsic \| 5h 07' 15" \| \| \| 2n \| Luca Mozzato \| B&B Hotels-KTM \| + 0" \| \| \| 3r \| Connor Swift \| Arkéa-Samsic \| + 9" \| \| \| 4t \| Arnaud De Lie \| Lotto-Soudal \| + 30" \| \| \| 5è \| Samuel Watson \| Groupama-FDJ \| + 30" \| \| \| 6è \| Matis Louvel \| Arkéa-Samsic \| + 30" \| \| \| 7è \| Laurent Pichon \| Arkéa-Samsic \| + 30" \| \| \| 8è \| Morne van Niekerk \| Saint Michel-Auber 93 \| + 30" \| \| \| 9è \| Stan Dewulf \| AG2R Citroën Team \| + 30" \| \| \| 10è \| Mathieu Ladagnous \| Groupama-FDJ \| + 33" \| \| |                   |                       |            |
| |                   |                       |            |
| Fonts: ProCyclingStats Cycling Quotient Cycling Archives |                   |                       |            |
| Classificació general |                   |                       |            |
| Corredor | Corredor          | Equip                 | Temps      |
| 1r | Hugo Hofstetter   | Arkéa-Samsic          | 5h 07' 15" |
| 2n | Luca Mozzato      | B&B Hotels-KTM        | + 0"       |
| 3r | Connor Swift      | Arkéa-Samsic          | + 9"       |
| 4t | Arnaud De Lie     | Lotto-Soudal          | + 30"      |
| 5è | Samuel Watson     | Groupama-FDJ          | + 30"      |
| 6è | Matis Louvel      | Arkéa-Samsic          | + 30"      |
| 7è | Laurent Pichon    | Arkéa-Samsic          | + 30"      |
| 8è | Morne van Niekerk | Saint Michel-Auber 93 | + 30"      |
| 9è | Stan Dewulf       | AG2R Citroën Team     | + 30"      |
| 10è | Mathieu Ladagnous | Groupama-FDJ          | + 33"      |